# Estas Tonne

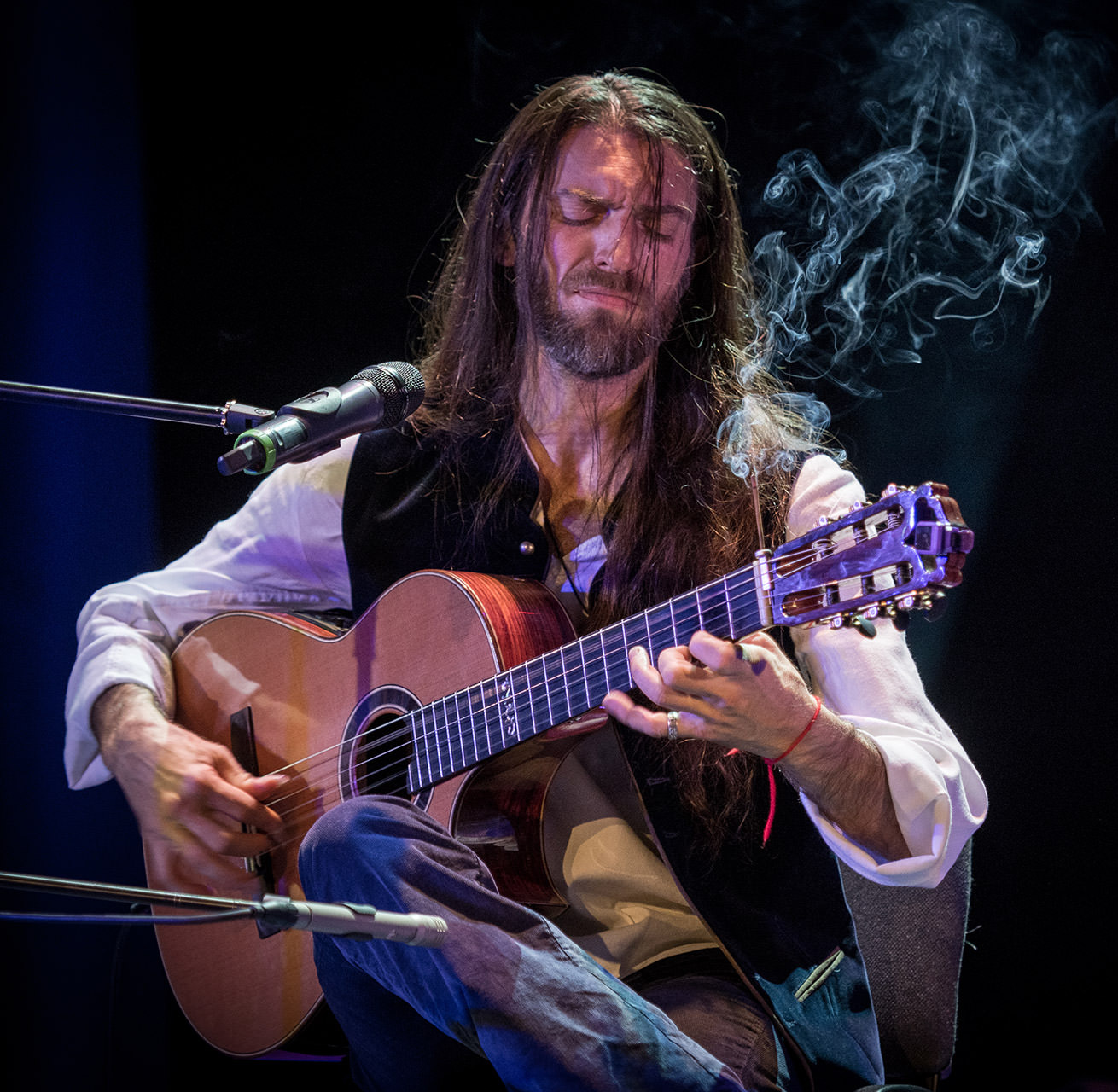
Estas Tonne live (2017)

Estas Tonne (russisch Эстас Тонне; * 24. April 1975 in Saporischschja, Ukrainische SSR, Sowjetunion) ist ein ukrainischer Gitarrist. Er spielt vor allem selbstkomponierte und improvisierte Musik. Er tritt vor allem als Straßenmusiker in Erscheinung und nennt sich selbst einen „neuzeitlichen Troubadour“. In seinen Texten geht es häufig um weltanschaulich-religiöse Themen.

## Leben
Tonne begann im Alter von sechs Jahren mit dem Gitarrenspiel. Mit elf Jahren siedelte er mit seiner Familie nach Israel um. Seit 2002 reist Tonne und gab Konzerte in der ganzen Welt, so in den USA, Mexiko, Israel, Indien und Europa. Seine auf den Reisen gesammelten Erfahrungen setzte er in die Weiterentwicklung seines Stils. Tonne spielt eine sechssaitige Akustikgitarre mit einer Fingerpicking-Technik. Einflüsse aus dem Flamenco, der klassischen Gitarre, der Minimal Music, der Meditationsmusik, der Gypsy- und der Klezmer-Musik sowie aus anderen Bereichen sind zu hören.
Zusammen mit dem Violinenvirtuosen Michael Shulman gab er im Jahre 2002 zur Erinnerung an die Terroranschläge am 11. September 2001 ein Gedenkkonzert auf dem Union Square in New York.

## Diskografie
Alben (Live-Aufnahmen)
- 2002: Black and White World
- 2004: Dragon of Delight
- 2008: 13 Songs of Truth
- 2009: Bohemian Skies
- 2011: Place of the Gods
- 2012: Live in Odeon (2011)
- 2012: The Inside Movie
- 2013: Internal Flight (Guitar Version)
- 2013: Internal Flight (Live at Garavasara)
- 2016: Mother of Souls (with One Heart Family)
- 2018: Internal Flight (Remastered)
- 2020: Black & White World (Remastered)
- 2021: Anthology, Vol. I & Vol. II (live)
- 2025: Old Style